# Secretario de Estado (Inglaterra)

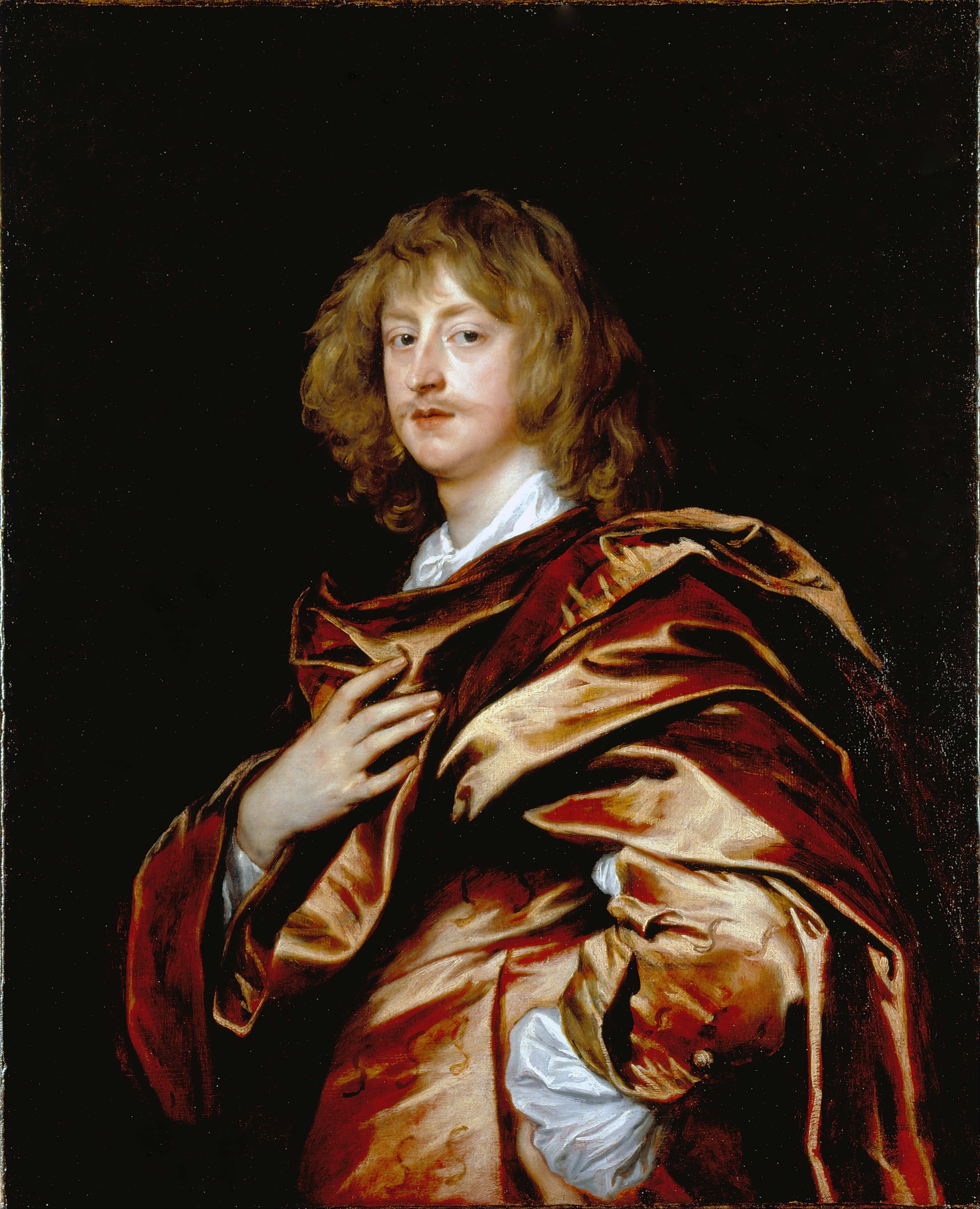
Retrato de George Digby, segundo conde de Bristol, por Anton Van Dyck, c.1638–9. De 1643 a 1645, ocupó la Secretaría de Estado.

El antiguo cargo del Secretary of State —literalmente, «secretario de Estado»— del Reino de Inglaterra se creó hacia finales del reinado de Isabel I para sustituir al King's Clerk, King's Secretary o Principal Secretary.
Antes de la Guerra Civil Inglesa, había normalmente dos secretarios, los cuales, después de la Restauración de 1660, pasaban en 1689 a especificarse como el Secretary of State for the Northern Department y el Secretary of State for the Southern Department, con funciones compartidas para los asuntos internos del reino y funciones más específicas en materia de asuntos exteriores. En términos generales, el Secretary of State for the Northern Department se encargaba de las relaciones con los estados protestantes del norte de Europa, mientras el Secretary of State for the Southern Department era el responsable de relaciones con los estados católicos e islámicos.

## Reino Unido
Tras la Unión de las Coronas (1603) y, más específicamente, con el Tratado de Unión de 1707 entre Escocia e Inglaterra, en 1709 se crea la figura de una tercera secretaría de Estado, el Secretary of State for Scotland.
In 1782 se reorganizan los departamentos y los asuntos internos y aquellos relacionados con las colonias pasan a ser competencia del antiguo Southern Department, el cual se denomina el Home Office mientras que todos los asuntos exteriores pasan a ser competencia exclusiva del antiguo Northern Department, al cual se denomina Foreign Office.